# Prometeu
Prometeu (em grego:  Προμηθεύς, transl.: Promēthéus, "antevisão"), na mitologia grega, é um titã (da segunda geração), filho de Jápeto (filho de Urano; um incesto entre Urano e Gaia) e irmão de Atlas, Epimeteu e Menoécio. Algumas fontes citam sua mãe como sendo Tétis, enquanto outras, como Pseudo-Apolodoro, apontam para Ásia oriental, também chamada de Clímene, filha de Oceano. Foi um defensor da humanidade, conhecido por sua astuta inteligência, responsável por roubar o fogo de Héstia e dá-lo aos mortais. Zeus, que temia que os mortais ficassem tão poderosos quanto os próprios deuses o teria então punido por este crime, deixando-o amarrado a uma rocha por toda a eternidade enquanto uma grande águia comia todo dia seu fígado — que se regenerava no dia seguinte. O mito foi abordado por diversas fontes antigas (entre elas dois dos principais autores gregos, Hesíodo e Ésquilo), nas quais Prometeu é creditado — ou culpado — por ter desempenhado um papel crucial na história da humanidade.

## Etimologia
A etimologia popular do termo promēthéus vem de uma junção no grego antigo, onde pro significa "antes" e manthano significa "aprender"; resultando em "antevisão". Alguns linguistas modernos, no entanto, apontaram que o nome poderia ter uma raiz protoindo-europeia que também produziu o pramath védico, "roubar", com Prometeu como o ladrão do fogo. O mito védico do roubo do fogo por Mātariśvan é análogo ao relato presente na mitologia grega. A estes cognatos etimológicos pode-se acrescentar pramantha, ferramenta usada para se fazer fogo.

## História
Segundo Hesíodo foi dada a Prometeu e a seu irmão Epimeteu a tarefa de criar os homens e todos os animais. Epimeteu encarregou-se da obra e Prometheus encarregou-se de supervisioná-la. Na obra, Epimeteu atribuiu a cada animal os dons variados de coragem, força, rapidez, sagacidade; asas a um, garras outro, uma carapaça protegendo um terceiro, etc. Porém, quando chegou a vez do homem, formou-o do barro. Mas como Epimeteu gastou todos os recursos nos outros animais, recorreu a seu irmão Prometeu. Este então roubou o fogo dos deuses e deu-o aos homens. Isto assegurou a superioridade dos homens sobre os outros animais. Todavia o fogo era exclusivo dos deuses. Como castigo a Prometeu, Zeus ordenou a Hefesto que o acorrentasse no cume do monte Cáucaso, onde todos os dias uma águia (ou abutre) dilacerava seu fígado que, todos os dias, regenerava-se. Esse castigo devia durar 30 000 anos.
Prometeu foi libertado do seu sofrimento por Hércules que, havendo concluído os seus doze trabalhos, se dedicou a aventuras. No lugar de Prometeu, o centauro Quíron deixou-se acorrentar no Cáucaso, pois a substituição de Prometeu era uma exigência para assegurar a sua libertação.

## Cultos
Prometeu tinha um pequeno santuário na região de Kerameikos, o bairro dos ceramistas de Atenas,[carece de fontes?] a pouca distância da Academia - onde também existia um pequeno altar dedicado a ele. De acordo com o autor grego Pausânias, do século II d.C., no local ocorria uma corrida em que os participantes empunhavam tochas, dedicada ao titã.
Pausânias também menciona que as cidades de Argos e Ópos alegavam ser o local de repouso de Prometeu, e ambas ergueram sepulturas em sua homenagem.
Pausânias também menciona que na cidade grega de Panopeu havia uma estátua venerada que alguns alegavam ser Prometeu, homenageado ali por ter criado a raça humana naquele local.

## Versões do mito

### Hesíodo
O mito de Prometeu apareceu pela primeira vez na Teogonia (versos 507 a 616), obra do poeta épico grego do fim do século VIII a.C., Hesíodo. Filho do titã Jápeto com Clímene, umas das oceânides, era irmão de Menoécio, Atlas e Epimeteu. Na Teogonia, Hesíodo descreve Prometeu como um desafiante inferior à onipotência e onisciência de Zeus. Num célebre episódio, durante um banquete destinado a selar a paz entre mortais e imortais, Prometeu foi responsável por aplicar um estratagema em Zeus (545-557), ao colocar duas oferendas diferentes diante do deus olímpico: uma delas consistia de uma seleção de carne escondida dentro de um estômago de boi (alimento escondido dentro de um exterior repulsivo), enquanto a outra consistia dos ossos do boi totalmente envoltos em "reluzente gordura" (algo impossível de ser consumido dentro de um exterior atraente). Zeus escolheu a segunda, abrindo assim um precedente para os futuros sacrifícios, e a partir de então os humanos teriam passado a ficar com a carne dos animais que sacrificavam, dedicando aos deuses apenas os ossos, envoltos numa camada de gordura. O truque enfureceu Zeus, que retirou o fogo dos humanos como forma de retribuição. Prometeu, por sua vez, roubou o fogo dentro de um gigantesco caule de funcho, devolvendo-o à humanidade. Isto enraiveceu ainda mais Zeus, que enviou Pandora, a primeira mulher, para viver com os homens. Forjada por Hefesto a partir do barro, e trazida à vida por obra dos quatro ventos, todas as deusas do Olimpo reuniram-se para adorná-la. "Dela descende a geração das femininas mulheres", escreveu Hesíodo, "dela é a funesta geração e grei das mulheres, grande pena que habita entre homens mortais, parceiras não da penúria cruel, porém do luxo."
Prometeu por sua vez, como castigo eterno, foi acorrentado a uma rocha no Cáucaso, onde seu fígado era devorado cotidianamente por uma águia, apenas para vê-lo regenerar-se durante a noite, segundo a lenda, devido à sua imortalidade. Anos mais tarde, o herói grego Héracles (ou Hércules romano) abateria a águia e libertaria Prometeu de seus grilhões.
Hesíodo abordou novamente a história de Prometeu em sua obra Os Trabalhos e os Dias (versos 42 a 105). Nela, o poeta fala com maior detalhe da reação de Zeus ao roubo do fogo. O deus olímpico não apenas retira o fogo dos  e de subsistência" (42). Não tivesse Prometeu provocado a ira de Zeus (44-47), "comodamente em um só dia trabalharias para teres por um ano, podendo em ócio ficar; acima da fumaça logo o leme alojarias, trabalhos de bois e incansáveis mulas se perderiam." Hesíodo também expande a história da primeira mulher, citada na Teogonia, chamando-a agora explicitamente de Pandora ("A que tudo dá"). Após Prometeu roubar o fogo, Zeus envia-a aos homens como retaliação; apesar dos avisos de Prometeu, seu irmão Epimeteu aceita o "presente" dos deuses. Pandora foi advertida por Epimiteu para que nunca abrisse o baú do qual ele retirou os atributos que deu como presente aos animais, pois lá não restava nada de bom. Entretanto, Pandora tinha uma característica inerente a todas as mulheres, a curiosidade. Movida por este sentimento insaciável, Pandora abre o baú, e de dentro do mesmo saem todos os males e doenças que afligem a humanidade, tais como pestes, ciúme, inveja, ganância, e vários outros. Percebendo o erro cometido, Pandora se apressa em fechar o baú, na tentativa de evitar que todos os males saíssem, e com isso consegue evitar a saída do pior de todos os males, aquele que acaba com a esperança. Por isso, por pior que a situação esteja, o homem ainda consegue ter esperança em dias melhores.
O professor de literatura grega da Universidade de Florença, Angelo Casanova, vê em Prometeu uma reflexão da figura antiga, pré-hesiódica, do trapaceiro (trickster), que servia para mostrar a mistura do bem e do mal que existe na vida humana, e cuja confecção do homem a partir do barro já seria um motivo oriental familiar, citado no Enuma Elish; como oponente de Zeus era análogo aos titãs, e, como eles, foi punido. Como defensor da humanidade conquistou um status semidivino em Atenas. O episódio da Teogonia na qual ele é libertado é interpretado por Casanova como sendo uma interpolação posterior a Hesíodo.

### Ésquilo

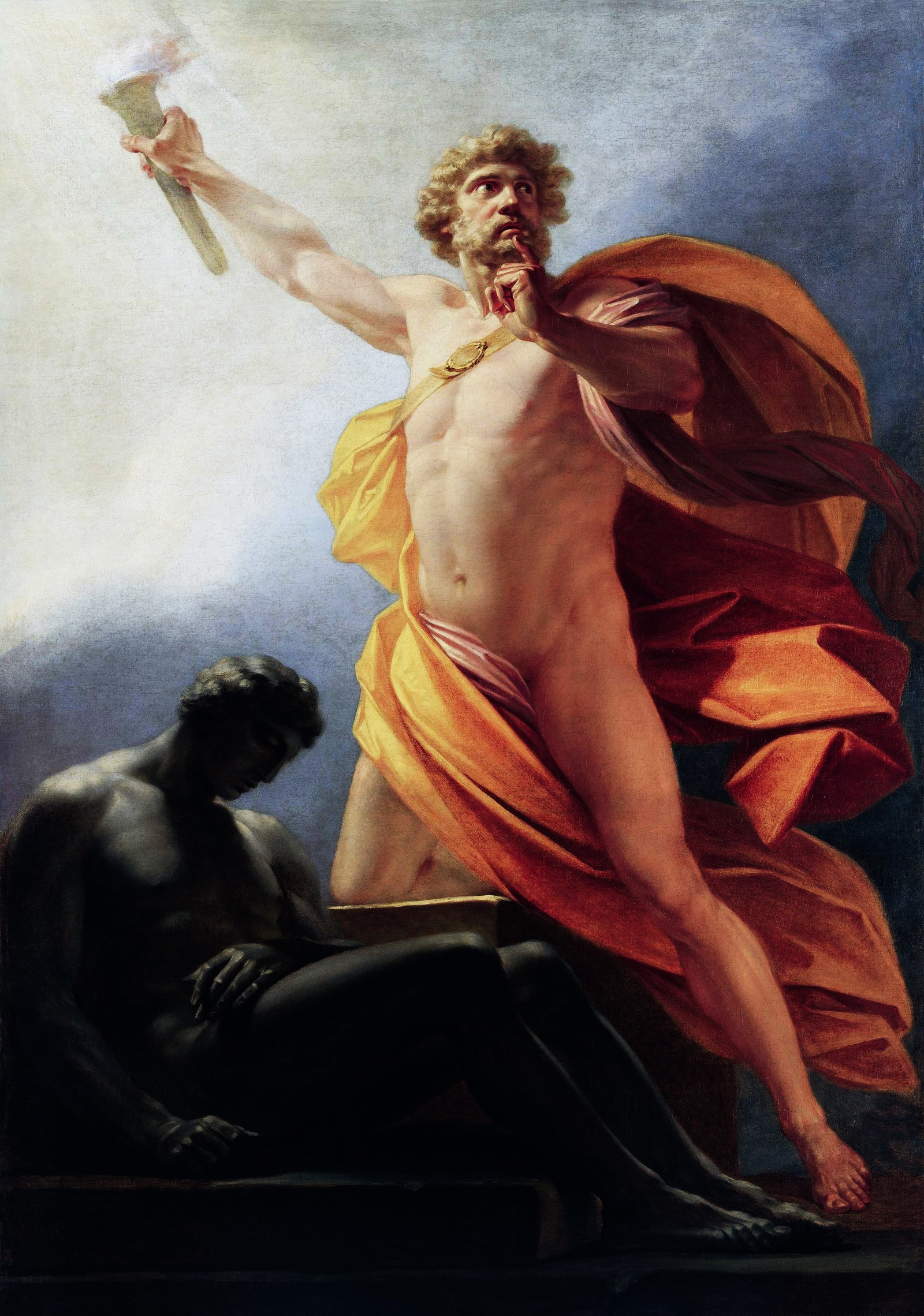
Prometeu leva o fogo à humanidade
Por Heinrich Friedrich Füger, 1817

Talvez o mais famoso tratamento do mito possa ser encontrado na tragédia grega Prometeu Acorrentado (Prometheus desmotes), tradicionalmente atribuída ao dramaturgo grego Ésquilo, do século V a.C. No centro do drama estão as consequências do roubo do fogo cometido por Prometeu e sua subsequente punição, por Zeus; a dependência do autor no material de Hesíodo como fonte fica claro, embora a peça também contenha diversas alterações em relação à tradição recebida. Antes de roubar o fogo, Prometeu desempenha um papel decisivo na Titanomaquia, assegurando a vitória para Zeus e outros deuses olímpicos. A tortura cometida por Zeus em Prometeu, assim, é vista como uma traição particularmente brutal. O escopo e o caráter das transgressões de Prometeu contra Zeus também são ampliados nesta versão; além de dar o fogo à humanidade, Prometeu alega ter ensinado aos homens as artes da civilização, como a escrita, a matemática, a agricultura, a medicina e a ciência. No entanto, o maior feito do titã pela humanidade parece ter sido salvá-la da destruição completa. Numa aparente variação do mito das chamadas Cinco Idades do Homem, encontrada nos Trabalhos e Dias de Hesíodo (durante as quais Cronus e, posteriormente, Zeus, criam e destroem cinco raças sucessivas de mortais), Prometeu afirma que Zeus desejara obliterar a raça humana, e que ele, de alguma maneira, teria impedido que isso acontecesse. Ésquilo ainda introduz na história de Prometeu, de maneira artificial e anacrônica, Io, outra vítima da violência de Zeus, ancestral de Héracles. Finalmente, assim como Ésquilo dá a Prometeu um papel crucial na ascensão ao poder de Zeus, também lhe atribui um conhecimento secreto que pode levar à derrocada de Zeus: Prometeu ouvira de sua mãe, Gaia, sobre um casamento cujo filho destronaria Zeus. Evidências fragmentárias indicam que Héracles, como na versão de Hesíodo, liberta o titã na segunda da peça da trilogia, Prometeu Liberto. Apenas quando Prometeu revela este segredo sobre a queda de Zeus, na peça final da trilogia, Prometeu Portador do Fogo, é que os dois se reconciliam.
Prometeu Acorrentado também inclui duas inovações míticas em termos de omissão; a primeira é a ausência da história de Pandora, restando apenas uma alusão oblíqua a ela e a seu jarro, que continha a Esperança (252): "[Prometeu] fez com que esperanças cegas vivam nos corações dos homens." A segunda é que Ésquilo não faz qualquer menção ao truque preparado por Prometeu contra Zeus durante o sacrifício, presente na Teogonia.
Estas inovações refletem a inversão temática da peça, a partir do mito de Hesíodo. Neste, a história de Prometeu (e, por extensão, a de Pandora) serve para reforçar a teodiceia de Zeus: ele é um soberano justo e sábio do universo, enquanto Prometeu é culpado pela existência ininvejável da humanidade. Em Prometeu Acorrentado esta dinâmica é transposta: Prometeu se torna o benfeitor da humanidade, enquanto todos os personagens do drama (com exceção de Hermes) denunciam Zeus como um tirano cruel e perverso.

### Outros autores

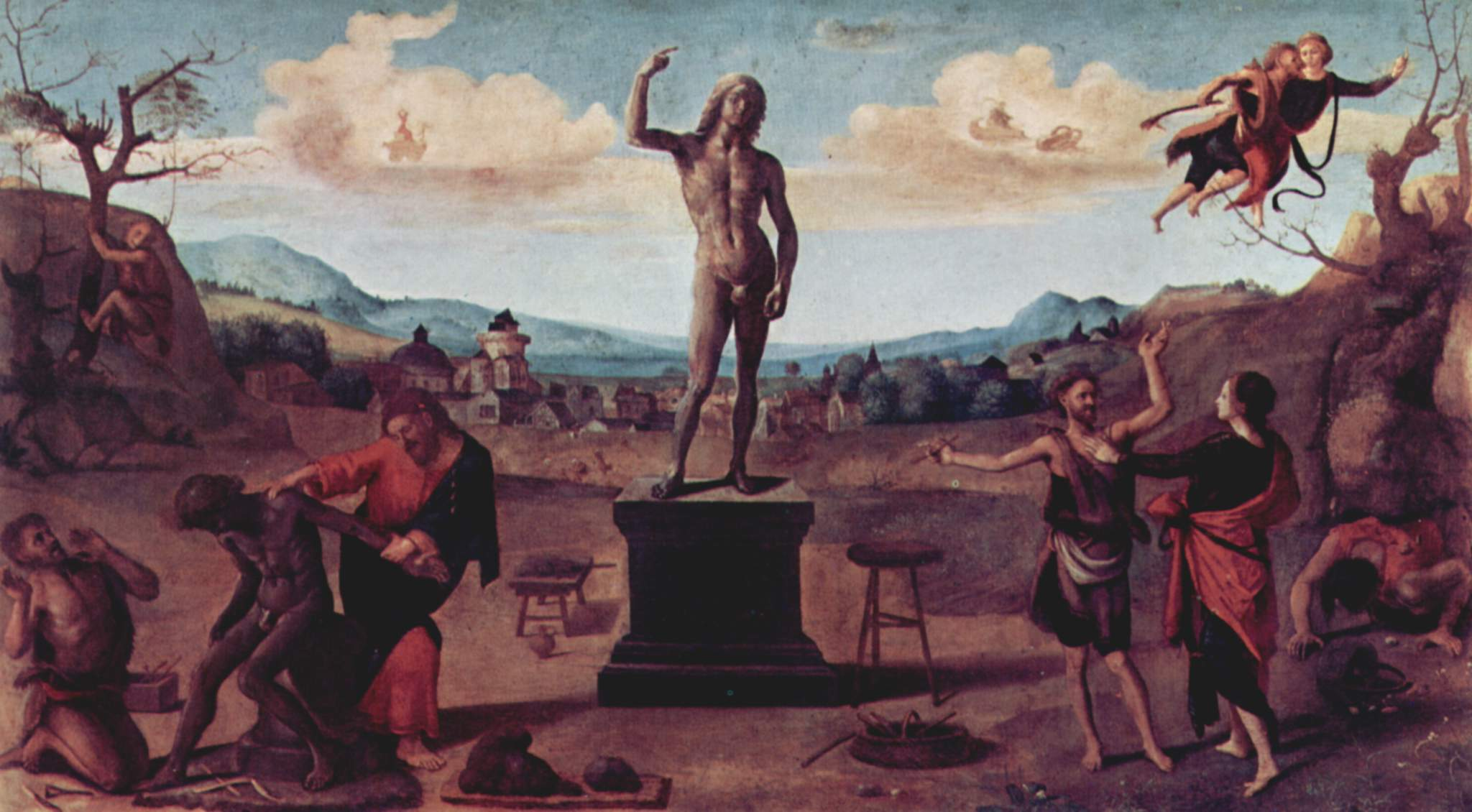
Mito de Prometeu
Por Piero di Cosimo, Antiga Pinacoteca, Munique

Ao longo da Antiguidade, até por volta do século IV d.C., cerca de uma dúzia de outros autores greco-romanos recontaram e ampliaram o mito de Prometeu. O detalhe mais significativo acrescentado ao mito, e que pode ser encontrado em autores tão diversos quanto Safo, Platão, Esopo e Ovídio — é o papel central de Prometeu na criação da raça humana. De acordo com todas estas fontes, Prometeu teria forjado os humanos a partir do barro. No diálogo Protágoras, o personagem-título afirma que os deuses criaram os humanos e todos os outros animais, porém coube a Prometeu e seu irmão, Epimeteu, dar a cada um deles as características definitivas. Como nenhuma característica física ainda existia quando chegou a vez dos humanos, Prometeu decidiu lhes dar o fogo e outras artes da civilização.
Embora isto talvez tenha ficado explícito apenas na Prometheia, autores como Higino, Pseudo-Apolodoro e Quinto de Esmirna mencionam que Prometeu teria avisado a Zeus que não se casasse com a ninfa marítima Tétis. Assim, ela acaba por desposar o mortal Peleu, com quem tem um filho maior que o pai — Aquiles, o herói grego da Guerra de Troia. Apolodoro ainda esclarece uma declaração críptica (1026–29) feita por Hermes em Prometeu Acorrentado, identificado o centauro Quíron como aquele que assumiu o sofrimento de Prometeu, morrendo em seu lugar.
Refletindo um mito presente em pinturas de vasos gregos do período clássico, Apolodoro menciona o titã, armado com um machado, no nascimento de Atena, explicando deste modo como a deusa teria brotado a partir de uma rachadura na cabeça de Zeus.
Outros detalhes menores ligados ao mito incluem: a duração do tormento de Prometeu, que varia de 30 a 30.000 anos; a origem da águia que comia o fígado do titã (descrita em Apolodoro e Higino); o casamento de Pandora com Epimeteu (em Apolodoro); os mitos em torno da vida do filho de Prometeu, Deucalião (em Ovídio e Apolônio de Rodes); e o papel secundário de Prometeu no mito de Jasão e os Argonautas (em Apolônio de Rodes e Valério Flaco).
De maneira anedotal, o fabulista romano Fedro atribui a Esopo uma etiologia simples para a homossexualidade, no episódio em que Prometeu teria se embebedado enquanto criava os primeiros humanos e se confundido ao distribuir as genitálias.

### Na literatura moderna

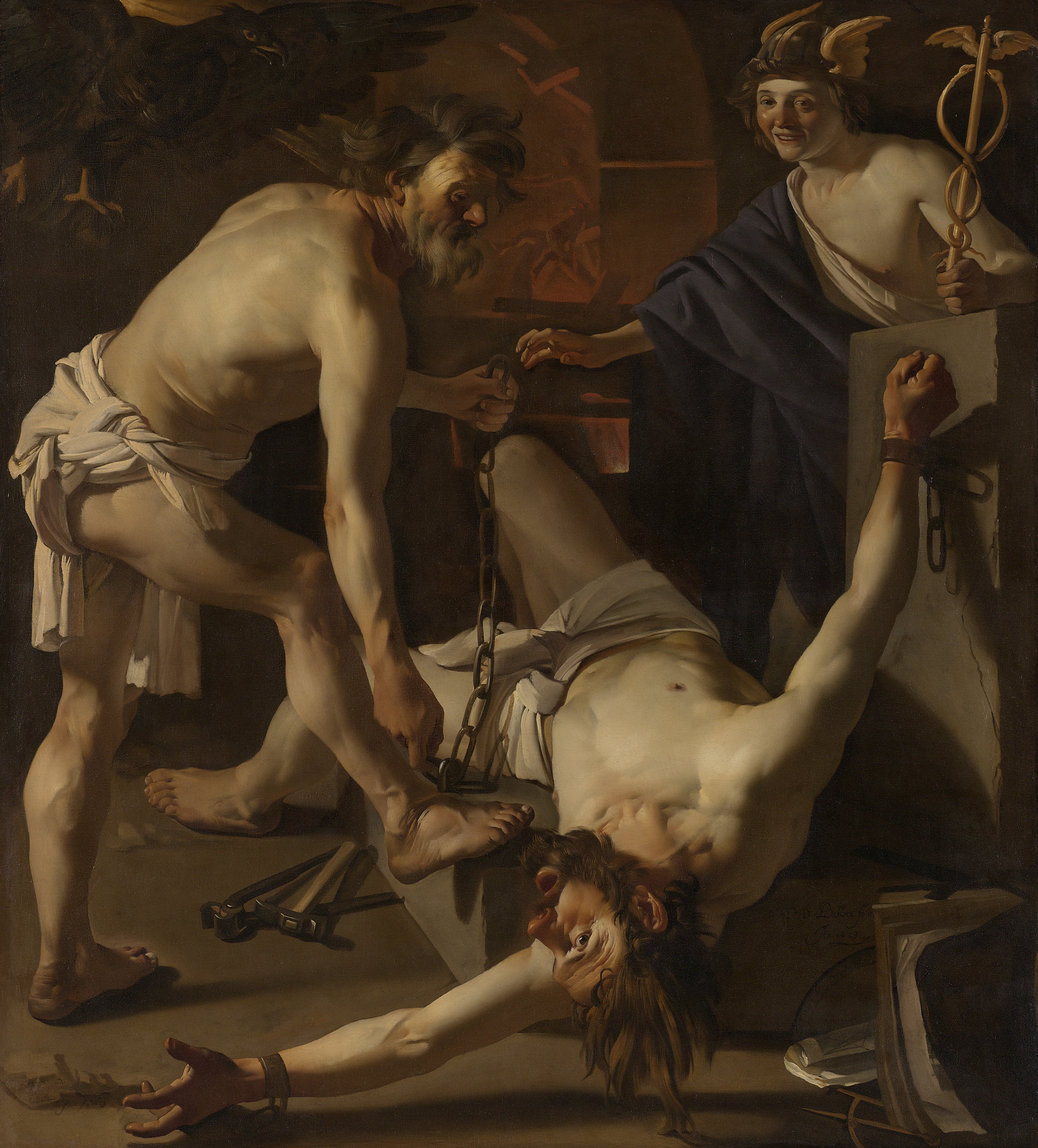
Hefesto acorrentando Prometeu
Por Dirck van Baburen, 1623

Ao longo de séculos, vários autores retomaram a história de Prometeu e o colocaram como figura que representa a vontade humana por conhecimento (mesmo tendo que passar por cima dos deuses). A captura do fogo é visto como a busca do conhecimento pela ciência.
Dentre esses autores, o poeta romântico alemão Goethe escreveu um pequeno poema de 8 estrofes sobre a lenda de Prometeu intitulado de Prometheus (1776) do qual segue-se um trecho:
(...)
(...)

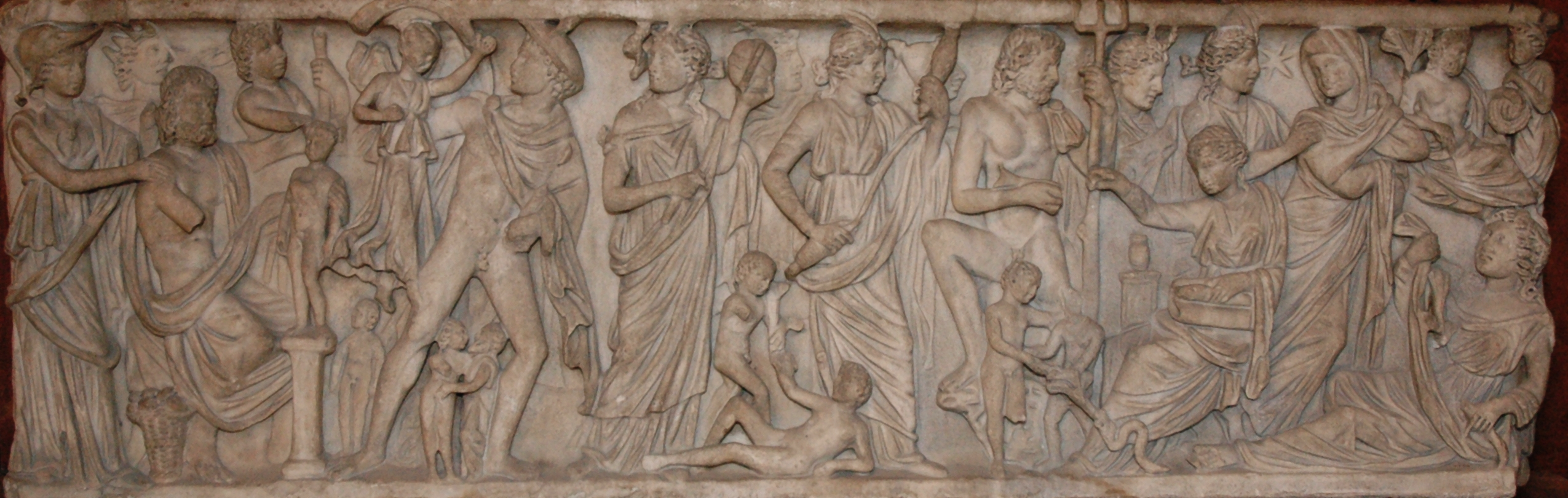
Prometeu cria o ser humano
Sarcófago romano, ca 240 a.C., Louvre

Goethe descreve um homem extraordinário, que se nega a venerar deuses e, como ato de rebeldia, se prontifica a fazer homens segundo à própria imagem que não precisem venerar os deuses. Essa questão de rebeldia aos deuses e de criação de vida é um tema que permeia a sociedade moderna até hoje.
Alguns anos depois da publicação de seu poema, surgia na Inglaterra a figura de Frankenstein, ou o Moderno Prometeu, que é um ser criado de vários humanos que ganhou vida através de seu cientista. Porém essa liberdade de criar homens é muito discutida e não tem consenso geral da sociedade, como é o caso da clonagem, que começou com a ovelha Dolly e até hoje causa discussão entre as sociedades, sobre até onde o homem pode ir.
Goethe, em sua fase mais madura, parece mudar de opinião, pois escreve outro poema intitulado "Limite da Humanidade" (Grenzen der Menschheit), onde faz elogios aos deuses e faz um reconhecimento da incapacidade humana.
Além dos românticos, Prometeu também era um homem modelo de Marx.
Proudhon também recorria constantemente a figura de Prometeu nas suas obras sobre economia e ciência social.

## Astronomia
Em homenagem ao personagem mitológico, deu-se o nome de Prometeu a um dos 56 satélites de Saturno (ver Prometeu).

## Química
Inspirou também a nomeação do metal de terra-rara Promécio, em razão do potencial de coleta da energia produzida por esse elemento.

## Árvore genealógica
Árvore genealógica baseada em Apolodoro.
|  |  |  |  |        |        |        |        |        |        |  |  |       |       |       |       |       |       |      |      |  |  |           |          | Gaia     |          |          |          |       |       |  |  |  |  |          |          |          |          |          |          |        |        |        |        |          |          |          |          |          |          |  |  |  |  |  |  |  |  |
|  |  |  |  |        |        |        |        |        |        |  |  |       |       |       |       |       |       |      |      |  |  |           |          |          |          |          |          |       |       |  |  |  |  |          |          |          |          |          |          |        |        |        |        |          |          |          |          |          |          |  |  |  |  |  |  |  |  |
|  |  |  |  |        |        |        |        |        |        |  |  |       |       |       |       |       |       |      |      |  |  |           |          |          |          |          |          |       |       |  |  |  |  |          |          |          |          |          |          |        |        |        |        |          |          |          |          |          |          |  |  |  |  |  |  |  |  |
|  |  |  |  | Urano  |        |        |        |        |        |  |  |       |       |       |       |       |       |      |      |  |  |           |          |          |          |          |          |       |       |  |  |  |  |          |          |          |          |          |          |        |        |        |        |          |          |          |          |          |          |  |  |  |  |  |  |  |  |
|  |  |  |  |        |        |        |        |        |        |  |  |       |       |       |       |       |       |      |      |  |  |           |          |          |          |          |          |       |       |  |  |  |  |          |          |          |          |          |          |        |        |        |        |          |          |          |          |          |          |  |  |  |  |  |  |  |  |
|  |  |  |  |        |        |        |        |        |        |  |  |       |       |       |       |       |       |      |      |  |  |           |          |          |          |          |          |       |       |  |  |  |  |          |          |          |          |          |          |        |        |        |        |          |          |          |          |          |          |  |  |  |  |  |  |  |  |
|  |  |  |  |        |        |        |        |        |        |  |  |       |       |       |       |       |       |      |      |  |  |           |          |          |          |          |          |       |       |  |  |  |  |          |          |          |          |          |          |        |        |        |        |          |          |          |          |          |          |  |  |  |  |  |  |  |  |
|  |  |  |  |        |        |        |        |        |        |  |  |       |       |       |       |       |       |      |      |  |  |           |          |          |          |          |          |       |       |  |  |  |  |          |          |          |          |          |          |        |        |        |        |          |          |          |          |          |          |  |  |  |  |  |  |  |  |
|  |  |  |  | Oceano | Oceano | Oceano | Oceano | Oceano | Oceano |  |  |       |       |       |       |       |       |      |      |  |  |           |          | Tétis    | Tétis    | Tétis    | Tétis    | Tétis | Tétis |  |  |  |  |          |          |          |          |          |          |        |        |        |        |          |          |          |          |          |          |  |  |  |  |  |  |  |  |
|  |  |  |  | Oceano | Oceano | Oceano | Oceano | Oceano | Oceano |  |  |       |       |       |       |       |       |      |      |  |  |           |          | Tétis    | Tétis    | Tétis    | Tétis    | Tétis | Tétis |  |  |  |  |          |          |          |          |          |          |        |        |        |        |          |          |          |          |          |          |  |  |  |  |  |  |  |  |
|  |  |  |  |        |        |        |        |        |        |  |  |       |       |       |       |       |       |      |      |  |  |           |          |          |          |          |          |       |       |  |  |  |  |          |          |          |          |          |          |        |        |        |        |          |          |          |          |          |          |  |  |  |  |  |  |  |  |
|  |  |  |  |        |        |        |        |        |        |  |  |       |       | Ásia  | Ásia  | Ásia  | Ásia  | Ásia | Ásia |  |  |           |          |          |          |          |          |       |       |  |  |  |  |          |          |          |          |          |          | Jápeto | Jápeto | Jápeto | Jápeto | Jápeto   | Jápeto   |          |          |          |          |  |  |  |  |  |  |  |  |
|  |  |  |  |        |        |        |        |        |        |  |  |       |       | Ásia  | Ásia  | Ásia  | Ásia  | Ásia | Ásia |  |  |           |          |          |          |          |          |       |       |  |  |  |  |          |          |          |          |          |          | Jápeto | Jápeto | Jápeto | Jápeto | Jápeto   | Jápeto   |          |          |          |          |  |  |  |  |  |  |  |  |
|  |  |  |  |        |        |        |        |        |        |  |  |       |       |       |       |       |       |      |      |  |  |           |          |          |          |          |          |       |       |  |  |  |  |          |          |          |          |          |          |        |        |        |        |          |          |          |          |          |          |  |  |  |  |  |  |  |  |
|  |  |  |  |        |        |        |        |        |        |  |  |       |       |       |       |       |       |      |      |  |  |           |          |          |          |          |          |       |       |  |  |  |  |          |          |          |          |          |          |        |        |        |        |          |          |          |          |          |          |  |  |  |  |  |  |  |  |
|  |  |  |  |        |        |        |        |        |        |  |  |       |       |       |       |       |       |      |      |  |  |           |          |          |          |          |          |       |       |  |  |  |  |          |          |          |          |          |          |        |        |        |        |          |          |          |          |          |          |  |  |  |  |  |  |  |  |
|  |  |  |  |        |        |        |        |        |        |  |  | Atlas | Atlas | Atlas | Atlas | Atlas | Atlas |      |      |  |  | Prometeu  | Prometeu | Prometeu | Prometeu | Prometeu | Prometeu |       |       |  |  |  |  | Epimeteu | Epimeteu | Epimeteu | Epimeteu | Epimeteu | Epimeteu |        |        |        |        | Menoécio | Menoécio | Menoécio | Menoécio | Menoécio | Menoécio |  |  |  |  |  |  |  |  |
|  |  |  |  |        |        |        |        |        |        |  |  | Atlas | Atlas | Atlas | Atlas | Atlas | Atlas |      |      |  |  | Prometeu  | Prometeu | Prometeu | Prometeu | Prometeu | Prometeu |       |       |  |  |  |  | Epimeteu | Epimeteu | Epimeteu | Epimeteu | Epimeteu | Epimeteu |        |        |        |        | Menoécio | Menoécio | Menoécio | Menoécio | Menoécio | Menoécio |  |  |  |  |  |  |  |  |
|  |  |  |  |        |        |        |        |        |        |  |  |       |       |       |       |       |       |      |      |  |  | Deucalião |          |          |          |          |          |       |       |  |  |  |  |          |          |          |          |          |          |        |        |        |        |          |          |          |          |          |          |  |  |  |  |  |  |  |  |